# 西九龍紀律部隊宿舍
西九龍紀律部隊宿舍（英語：West Kowloon Disciplined Services Quarters）位於香港九龍大角咀福利街22號，由香港寶嘉建築（原法國寶嘉建築）承建，於1997年動工，2002年6月完工。在景觀方面，主要以鄰近的園景及樓景為主，而西南面單位可享海景。

## 樓宇
此宿舍共設2座高38層的住宅大廈，共提供540個單位，以面積相對較小的G級宿舍單位為主，亦有提供少量較大單位；而實際面積方面，則介乎592-914平方呎。
單位方面，警察宿舍組支配上述單位的其中439個，其他由各紀律部隊分配。
| 樓宇名稱（座號） | 門牌號碼   | 落成年份 | 層數 |
| ---------------- | ---------- | -------- | ---- |
| 第1座            | 福利街22號 | 2002     | 37   |
| 第2座            | 福利街22號 | 2002     | 37   |

### 交付標準
- 大堂

採用花崗岩磚鋪設牆壁，與同期落成的私人住宅標準一致。
- 升降機

每座設有4台升降機，當中兩台前往雙數樓層，另外兩台前往單數樓層。
- 大門

全部單位大門均有鐵閘。
- 廚房

廚房設備包括廚櫃、熱水爐。由於此宿舍單位全部均為G級或以上的大單位，所有單位住戶均合資格附送煮食爐及雪櫃。
- 浴室

除必要設備外，所有單位浴室均附熱水爐。
- 睡房

睡房設備包括衣櫃，並附設防潮管（除G級細單位不合資格安裝）。
- 其他

由於鄰近主要道路，部分單位附設冷氣機。

## 鄰近地點
- 南昌邨
- 港灣豪庭
- 港鐵奧運站/南昌站
- 君匯港
- 南昌公園
- 樂群街公園

## 資料來源
1. ↑  .   [2020-08-03]. （原始内容存档于2018-11-22）.
2. ↑  .   [2020-08-03]. （原始内容存档于2020-08-21）.
3. 1 2  .   [2020-08-03]. （原始内容存档于2019-10-05）.
4. ↑  .   [2020-08-03]. （原始内容存档于2019-11-01）.
5. ↑  .   [2020年8月3日]. （原始内容存档于2017年5月12日）.
6. 1 2 3 4 5 6   (PDF).   [2020-08-03]. （原始内容存档 (PDF)于2017-07-22）.
7. ↑  .   [2020年8月3日]. （原始内容存档于2016年1月16日）.